# Hrvatsko iseljeništvo
Hrvatska dijaspora ili hrvatsko iseljeništvo u najširem smislu označava pripadnike hrvatskoga naroda koji žive izvan granica Hrvatske ili područja gdje predstavljaju konstitutivni narod (BiH) ili autohtonu manjinu. Skoro 4 milijuna Hrvata živi izvan granica Republike Hrvatske.

## Povijest iseljavanja
Velika iseljivanja Hrvata počela su još u 15. stoljeću širenjem Osmanskoga Carstva. Posljedica tih iseljivanja današnje su hrvatske nacionalne manjine u Austriji (Gradišćanski Hrvati), Mađarskoj, Slovačkoj (Moravski Hrvati) i Italiji (Moliški Hrvati).
U drugoj polovici 19. stoljeća i osobito na prijelazu u 20. stoljeće Hrvati se masovno iseljuju u Sjevernu i Južnu Ameriku, Australiju, Novi Zeland i Južnoafričku Republiku. 
Od 1900. godine do 1948. Hrvatsku je napustilo oko 940 000 stanovnika.
Značajno raseljavanje Hrvata u razne zemlje zapadnog svijeta zabilježeno je krajem šezdesetih i početkom sedamdesetih godina dvadesetog stoljeća, uglavnom u potrazi za boljim životnim uvjetima, a dio i zbog neslaganja s realsocijalističkim režimom. Procjenjuje se da je od 1948. do 1991. domovinu napustilo 860 000 osoba.
Posljednji val iseljavanja krenuo je 2006. i jačao je s gospodarskom krizom koja je vrhunac imala 2008. godine. Slobodan pristup zaposlenju u Europskoj uniji omogućio je masovno iseljavanje nakon ulaska Hrvatske u EU 2013. godine. Procjenjuje se da se otad do 2016. godine samo u Njemačku, Austriju i Irsku iselilo oko 200 000 uglavnom mladih visokoobrazovanih ljudi, a samo u 2019. službeni je podatak o 40 000 iseljenika; Hrvatska je između popisa stanovništva 2011. i 2021. godine izgubila oko pola milijuna stanovnika. Kao razloge odlaska anketirani iseljenici navode nemogućnost zarađivanja za normalan život, korupciju i opću netrpeljivost, loše vođenu državu, opće beznađe i zapošljavanje po političkim i rodbinskim vezama. Smatra se da Hrvatska u sklopu globalnih kretanja ne stvara dovoljno društvenih i gospodarskih prilika za svoje stanovnike.
Tijekom 2022., 2023. i 2024., u Hrvatsku se godišnje prosječno vraćalo 10 000 iseljenika.

## Važnost za hrvatsko gospodarstvo
Velik broj ulaganja dolazi u Hrvatsku iz iseljeništva. Količina novca koja u Hrvatsku dolazi godišnje iz iseljeništva vrlo je velika. Značajan je broj tvrtki koje u Hrvatskoj zapošljavaju puno zaposlenika, a njihovi su vlasnici upravo povratnici.
Prema podatcima Svjetske banke godišnje doznake iseljenika iznose oko 1,5 milijarde američkih dolara. i niz godina pridonose između 2,5 i 3 posto hrvatskom BDP-u.
Uz transfere koje su registrirale središnje nacionalne banke, treba uračunati gotovinu koju iseljenici sami donose za vrijeme posjeta domovini. Procjenjuje se da je iseljeništvo od 1991. do 2011. poslalo u Hrvatsku oko 100 milijardi eura. Godine 2017. hrvatsko iseljeništvo u Hrvatsko je poslalo 1,004 milijarde eura, a 2018. 1,74 milijarde eura novčanih doznaka. Samo iz Njemačke te su doznake za 2017. godinu, prema podatcima Središnje banke Njemačke, iznosile 187 milijuna eura, što je porast u odnosu na prethodne godine (2013. 121 milijun, 2016. 149 milijuna). U 2023. hrvatski iseljenici poslali su 5,61 milijardi eura doznaka, što je činilo 7,2 % BDP-a.
Veličina i značaj hrvatskog iseljeništva u monetarnom, gospodarstvenom, političkom, kulturnom i lobističkom pogledu je velik. Tijekom Domovinskoga rata hrvatska političko-ekonomska emigracija je sakupila značajna novčana sredstva za kupovinu humanitarne pomoći i oružja za hrvatsku vojsku i policiju.

## Statistika
██ Republika Hrvatska (nacionalna država hrvatskog naroda) i Bosna i Hercegovina (u kojoj su Hrvati jedan od tri temeljna tj. ustavna naroda)
██ Zemlje s trad. hrv. manjinom: Bugarska, Crna Gora (Bokelji), Češka, Kosovo, Mađarska, Makedonija, Rumunjska (Krašovani i Šokci), Slovačka, Slovenija i Srbija s Vojvodinom
██ Zemlje hrv. iseljeništva koje imaju i trad. hrv. manjinu: Italija s Moliškim Hrvatima i Austrija s Gradišćanskim Hrvatima
██ Ostale zemlje zapaženog hrvatskog iseljeništva u Europi

### Europa

#### Jugoistočna Europa
- Srbija 70.602[14]
- Slovenija 35.642 (2002.)[15]
- Crna Gora 6811 (2000.)[16]
- Rumunjska 6786[17]

#### Zapadna i Središnja Europa
- Njemačka 330 000 (2016.)[2]
- Austrija 150 719 (2001.)[18]
- Švicarska 40 484 (2006.)[19]
- Francuska oko 30 000[20]
- Mađarska 25 730[21]
- Italija 21 360[22]
- Velika Britanija 6992 (2001.)[23]
- Irska

#### Skandinavske zemlje
- Švedska 28.000[24]
- Norveška 6300[25]
- Danska 5400[26]

## Hrvatske iseljeničke zajednice
- Zapadna Europa – Hrvati u Njemačkoj, Hrvati u Švicarskoj, Hrvati u Austriji i Hrvati u Švedskoj

Značajno doseljavanje u Njemačku zabilježeno je krajem šezdesetih i početkom sedamdesetih godina prošlog stoljeća kada je nekoliko stotina tisuća Hrvata u potrazi za boljim životnim uvjetima ili – u manjim broju – zbog neslaganja s realsocijalističkim režimom kao disidenti napustili svoju domovinu. 
- Sjeverna Amerika – U SAD-u prve naseobine Hrvata utemeljene su na jugu ušća Mississippija. Značajno doseljavanje zabilježeno je za vrijeme zlatne groznice u Kaliforniju. I u Arizoni i Nevadi ima Hrvata – uglavnom rade u rudnicima srebra i zlata. Washington i Pennsylvania značajne su hrvatske kolonije.

- Južna Amerika – U Južnu Ameriku Hrvati počinju pristizati 70-ih godina 19. stoljeća. Najznačajnije hrvatske kolonije do prvog svjetskog rata utemeljene su u Argentini (najviše Hrvata). U Čileu Hrvati žive u kolonijama utemeljenim u gradovima, a bave se trgovinom i obrtom. Ima ih oko 400.000,[27][28] te će Čile biti druga zemlja na svijetu s najvećim brojem hrvatskih potomaka. U Brazilu ih je najviše u Sao Paolu. U Južnoj Americi Hrvata ima i u Boliviji, Peruu i Urugvaju. 
  - Paragvaj – Prema statističkoj studiji „Aktualno stanje i projekcije budućeg razvoja stanovništva hrvatskog podrijetla u Paragvaju" u Republici Paragvaj 2022. godine živi približno 41.502[29] hrvatskih potomaka.
- Njemačka Spomenik hrvatskim iseljenicima u Hamburškoj luci.
  - Hrvatska katolička misija u Münchenu osnovana je 1948. godine. S oko 43 000 registriranih vjernika jedna je od najstarijih i najvećih misija u Njemačkoj za katolike Hrvate.

Od katastrofalnog potresa koji je pogodio Dubrovačku Republiku i sam grad Dubrovnik 1667., a koji je izazvao veliku krizu, započinje iseljavanje Hrvata i traje sve do današnjih dana.
- Hrvati u Argentini
- Hrvati u Australiji
- Hrvati u Austriji

- gradišćanski Hrvati

- Hrvati u Belgiji
- Hrvati u Boliviji
- Hrvati u Brazilu
- Hrvati u Bugarskoj
- Hrvati u Češkoj

- moravski Hrvati

- Hrvati u Čileu
- Hrvati u Kolumbiji
- Hrvati u Egiptu
- Hrvati u Francuskoj
- Hrvati u Italiji
  - moliški Hrvati
- Hrvati u Južnoj Africi
- Hrvati u Kanadi
- Hrvati na Kosovu
  - Janjevci
- Hrvati u Mađarskoj
- Hrvati u Makedoniji (Kumanovo)
- Hrvati u Meksiku
- Hrvati u Nizozemskoj
- Hrvati na Novom Zelandu
- Hrvati u Njemačkoj
- Hrvati u Paragvaju
- Hrvati u Peruu
- Hrvati u Poljskoj
- Hrvati u Portugalu
- Hrvati u Rumunjskoj
  - karaševski Hrvati
- Hrvati u Rusiji
- Hrvati u SAD-u
- Hrvati u Siriji
- Hrvati u Slovačkoj
- Hrvati u Sloveniji (razlikovati od autohtonih)
- Hrvati u Srbiji
- Hrvati u Sudanu
- Hrvati u Švedskoj
- Hrvati u Švicarskoj
- Hrvati u Tunisu
- Hrvati u Urugvaju
- Hrvati u Venezueli
- Hrvati u Zimbabveu

## Šport u hrvatskoj dijaspori
U druženju i okupljanju hrvatskih iseljeničkih zajednica su veliku ulogu imala športska društva, posebice nogometni klubovi. Najčešća imena koja nose jesu Croatia, Jadran, Zrinski, Adria, Dalmacija, Hajduk, Dinamo, HAŠK, Marjan, Velebit, Mladost, Zagreb, Matija Gubec itd.

## Zanimljivosti
- Hrvatski književnik Đuro Vidmarović osmislio je naziv „hrvatsko rasuće”[30][31], kao prijevod grecizma dijaspora (grč. raštrkanost)[32].

## Poveznice
- Iseljavanje Hrvata
- Hrvatska matica iseljenika
- Ministarstvo iseljeništva Republike Hrvatske
- Središnji državni ured za Hrvate izvan Republike Hrvatske
- Klub hrvatskih povratnika iz iseljeništva

## Vanjske poveznice
- Iseljavanje Hrvata u Amerike te Južnu Afriku
- Slobodna Dalmacija Podlistak: Opća skica hrv. iseljeništva od 15. stoljeća do naših dana
- Hrvatske zajednice
- Odsjek za demografiju i hrvatsko iseljeništvo Fakulteta hrvatskih studija